# Spastonyx
Spastonyx là một chi bọ cánh cứng trong họ Meloidae.
Chi này được miêu tả khoa học năm 1954 bởi Selander.

## Các loài
Các loài trong chi này gồm:
- Spastonyx macswaini (Selander, 1954)
- Spastonyx nemognathoides (Horn, 1870)